# Animátor (cestovní ruch)

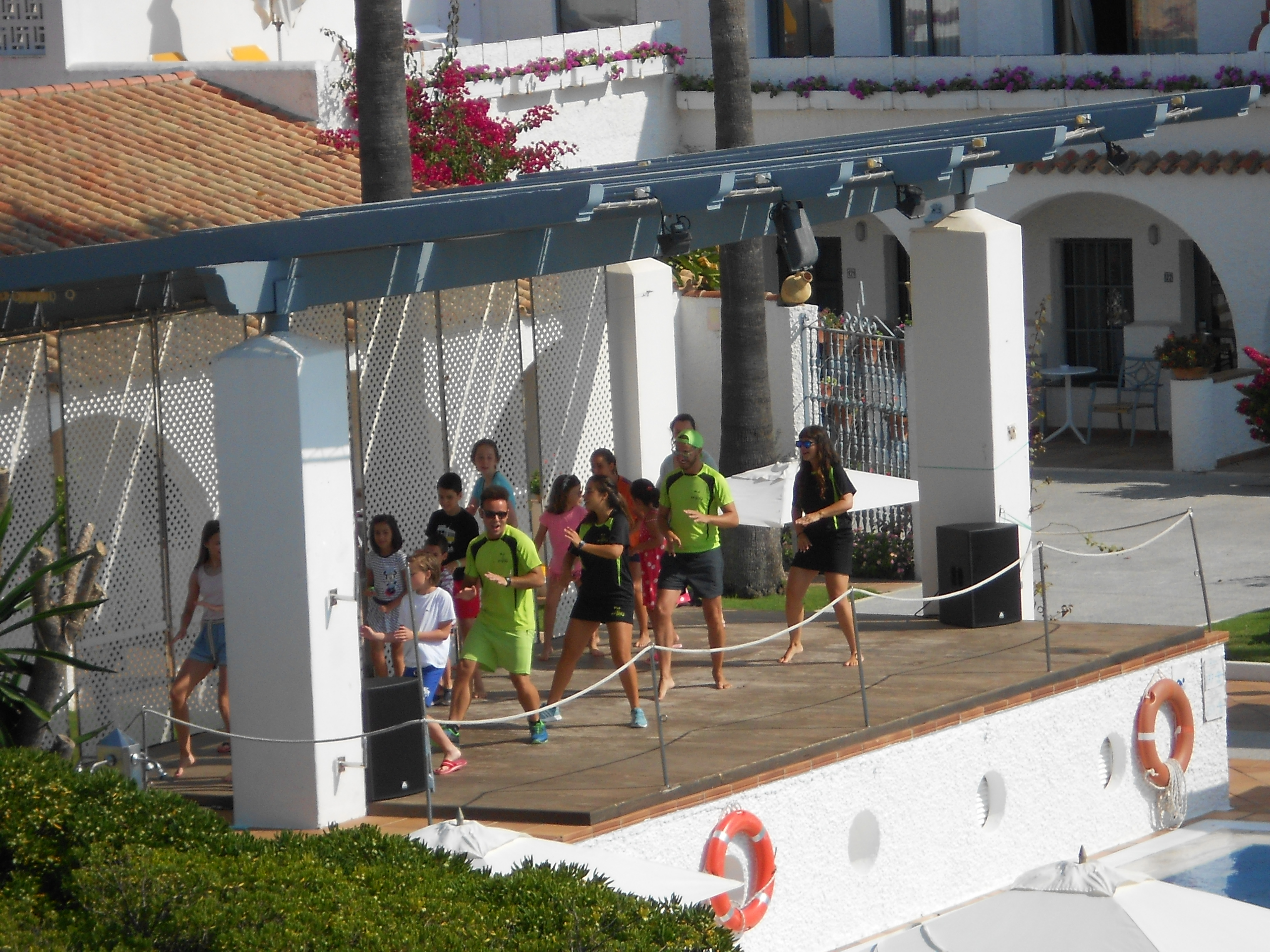
Skupinka hotelových animátorů tančící s dětmi, Španělsko

Animátor je z hlediska cestovního ruchu osoba, která vymýšlí zábavný program pro turisty v dané destinaci. Tento program se většinou sestavuje z denních a večerních animačních aktivit, které probíhají v hotelu, kde je turista ubytován nebo formou jednodenních výletů. Jde vlastně o obsahové využití volného času turisty. Z hlediska klasifikace služeb cestovního ruchu patří animační činnosti do doplňkových služeb cestovního ruchu.

## Funkce animátora
Hlavním úkolem animátora nebo animačního týmu je zpříjemnit a ozvláštnit pobyt hosta do takové míry, aby z něj odcházel plný nových zážitků, dojmů a zároveň dobře odpočinutý. Během dne animátor aktivně organizuje hostům jejich volný čas, kterého mají na dovolené více než dost. Využívá při tom širokou škálu animačních aktivit – sportovní, kulturní, dětské atd. Animátor je proto neustále v kontaktu s lidmi a je to jakýsi odborník na práci s nimi.
Je to člověk, který je přímo pracovníkem hotelu, popřípadě cestovní kanceláře; má na starosti hosty, stará se o jejich denní program a ručí za to, aby se bavili. Animátor by měl mít schopnost kontaktu a komunikace s klienty, uměl více jazyků, měl velice dobré a diplomatické vystupování, měl by rovněž mít organizační schopnosti a kreativitu, měla by ho bavit práce s lidmi. Měl by také mít jistou vlastní disciplínu, ale zároveň i pružnost, vůdčí i empatické schopnosti, všeobecné vzdělání a současně znalost země nebo místa, kde působí.
S animátory se lze nejčastěji setkat ve velkých hotelových komplexech při letní pobytové turistice u moře. Animátoři pracují i v lázeňských centrech a v místech zimní pobytové turistiky (lyžařská střediska). Své uplatnění naleznou i ve veřejné správě v oblasti cestovního ruchu, jako např. v domovech pro seniory, při organizaci mládežnických aktivit atd.
Animátoři se dělí v závislosti na jejich specializaci, a to následovně: sportovní, dětští, taneční, allround, fitness, hostess a šéfanimátoři. Z hlediska funkcí je lze dělit na:
- Vedoucí střediska (Capo-vilaggio) – pouze v turistickém středisku, pracuje v úzkém kontaktu s týmem managerů.
- Team manager (Capo Equipe) – je odpovědnou osobou při výběru animátorského týmu, kontroluje jeho přípravu a realizaci.
- Vedoucí animátor (Capo animator) – osobně se stará o realizaci programu, organizuje a kontroluje jednotlivé animační činnosti, pro tuto pozici je nutná znalost trendů šoubyznysu, fantazie, kreativity a interpretace všech aktivit (rekreačních).
- Capo sport – zodpovědný za sportovní aktivity, musí znát sportovní disciplíny a pravidla.
- Sportovní animátor – organizuje turnaje a zná techniku a metodiku realizovaných sportů.
- Choreograf – choreografické aspekty představení a činnosti s tanečním a muzikálním podtextem.
- Hosteska (Hostess) – vykonávají svojí činnost ve středisku u recepce na místě pro informační středisko, vydávají sportovní potřeby a společenské hry.

## Animační program
Pod pojmem animační program si lze většinou představit programy větších hotelových komplexů, které mají týmy animátorů, již mají za úkol vyplnit volný čas klientů a nalákat je na nejrůznější sportovní a kulturní aktivity. Těchto aktivit se pak spolu s hosty aktivně účastní. Animační programy mohou být společenského, kulturního nebo sportovního zaměření. Dále jsou animační programy specializovány i podle složení klientů např. na dětské, pro seniory, rodiny s dětmi atd. Na základě typických aktivit o dovolené se dělí do sektorů:
- pohybová a sportovní činnost
- společenská a zábavní činnost
- tvořivá činnost
- vzdělávací, poznávací, objevovací činnost
- dobrodružná činnost
- meditativní činnost

Nabídka animačních činností by měla reagovat na poptávku hostů a uspokojovat ji, měla by být nejen standardní, ale i tradiční a příležitostná. Při sestavování animačního programu je třeba přihlížet i ke skutečnosti, že občan na dovolené si do střediska cestovního ruchu přináší navyklé způsoby chování, které se sice odlišují od chování všedního dne, ale podléhají stereotypu. Nejčastěji se turista věnuje na dovolené procházkám, turistice, prohlídkám pamětihodností, návštěvě restaurací či tanečních zábav, a takovéto chování zákazníka představuje největší překážku při tvorbě animačních činností. Ty musí být dostatečně atraktivní, aby prolomily bariéru typického stereotypu dne dovolené. Základem všech animačních činností je hra – má pevná pravidla, svůj cíl, musí být provázena pocitem napětí, radosti a pocitem něčeho jiného než je každodenní život. Aby se host mohl správně rozhodnout, je nutné mu předložit program na celý pobyt, buď při jeho příjezdu do ubytovacího zařízení nebo musí být v nabídce cestovní kanceláře. Dalším úkolem organizátora je zajistit i ekonomiku animační činnosti a zhodnotit rizika, k tomu slouží předem zpracovaný program animace.
Zábavné animace vykonávají animátoři-baviči, kteří jsou v neustálém kontaktu se všemi hosty, organizují pro ně společenské hry, turnaje, večírky, slavnosti a jiné. Sportovní animátoři se věnují menší skupině a kromě sportovních výukových lekcí se snaží vytvářet nové mezilidské vztahy ve skupině. Nejrozšířenější je dětská animace, zde vykonává činnost dětský animátor a tento druh se dělí na mini klub pro děti 4–10 let (animace je statická, závisí na vymezeném prostoru, kde se děti scházejí, poznávají a hrají si; dynamickou činností jsou pohybové hry) a junior klub pro děti od 10–16 let (probíhá zde rozmanitá animace, nebo je zaměřena na sport). V některých střediscích je dětská animace rozdělena do užších věkových skupin (4–6, 6–8, 8–10, 10–12), přičemž toto rozdělení je jednodušší, protože lze animaci přiřadit k dané věkové skupině.
Vlastní příprava animačního programu vyžaduje odborné znalosti nejen z cestovního ruchu, ale i z mnoha oblastí včetně psychologie práce s klienty, relaxačních technik, hudby, výtvarných technik, soutěží pro děti i dospělé a sportovních aktivit.

## Animační team
V závislosti od velikosti hotelu jsou animátoři součástí různě velkého animačního týmu. Menší hotely si někdy vystačí jen s 2–5 animátory, na druhé straně stojí velké hotelové komplexy, kde počet členů animačního týmu klidně přesahuje číslo 20. Animační tým musí být bez ohledu na počet animátorů soudržný a působit jako jeden fungující celek. Každý v týmu má svůj přesně stanovený úkol, jako např. práce s dětmi, plážový volejbal, aktivity pro teenagery, fitness sportovní aktivity, práce s mikrofonem a hudbou apod.